# Tanush I Thopia
Tanush I Thopia (?- gestorven na 1338) was een Albanese edelman en tevens stamvader van het huis Thopia, een dynastie afkomstig uit Durrës, centraal-Albanië. Tanush I regeerde onder de titel Graaf over het vorstendom Thopia.
Stamvader Tanush I wordt voor het eerst vermeld in 1338 als een van de graven van Albanië en Mat door Robert van Anjou van de Anjou-dynastie, koning van het koninkrijk Albanië. Tanush was gedurende de 14e eeuw een vazal van de prinsen Filips I van Tarente,  Jan van Durazzo en Karel van Durazzo. Na de dood van Filips I in 1336 ging zijn heerschappij in Albanië over naar zijn zoon Karel, hertog van Durazzo. Gedurende deze periode groeide de macht van de lokale Albanese adellijke families, onder andere die van de Thopia's. De Serviërs probeerden het domein van Thopia te veroveren maar konden als vazal rekenen op steun van het Huis Anjou-Sicilië. De alliantie tussen Thopia en Karel I verliepen succesvol, ze versloegen het Servische leger in centraal-Albanië. Het vorstendom Thopia bleef onder heerschappij van Tanush, hij werd na zijn dood opgevolgd door Andrea I Thopia.